# Squalius kottelati
Squalius kottelati är en fiskart som beskrevs av Turan, Yilmaz och Kaya 2009. Squalius kottelati ingår i släktet Squalius och familjen karpfiskar. Inga underarter finns listade i Catalogue of Life.